# Demonax dohertii
Demonax dohertii är en skalbaggsart som beskrevs av Charles Joseph Gahan 1906. Demonax dohertii ingår i släktet Demonax och familjen långhorningar. Inga underarter finns listade i Catalogue of Life.